# Drift: Partners in Crime
Drift: Partners in Crime ist eine deutsche Actionserie, die seit 2022 produziert und seit 2023 von Sky One ausgestrahlt wird.

## Besetzung
| Darsteller       | Rollenname         | Bemerkungen                       |
| ---------------- | ------------------ | --------------------------------- |
| Ken Duken        | Alois „Ali“ Zeller | Bruder von Leo, Freund von Maryam |
| Fabian Busch     | Leo Zeller         | Bruder von Ali                    |
| Mona Pirzad      | Maryam Soltani     | Freundin von Ali                  |
| Nikola Kastner   | Rena Martens       | Chefin von Ali                    |
| Angelina Häntsch | Frida Selldorf     | Kollegin von Ali                  |

## Episodenliste

### Staffel 1
| Nr. (ges.) | Nr. (St.) | Titel    | Onlinepremiere   | TV-Premiere      | Regie       | Drehbuch                                          |
| ---------- | --------- | -------- | ---------------- | ---------------- | ----------- | ------------------------------------------------- |
| 1          | 1         | Absturz  | 24. Februar 2023 | 24. Februar 2023 | Tim Trachte | Sven Frauenhoff, Markus M. Pajtler, Andreas Brune |
| 2          | 2         | Brüder   | 24. Februar 2023 | 3. März 2023     | Tim Trachte | Sven Frauenhoff, Markus M. Pajtler, Andreas Brune |
| 3          | 3         | Grenzen  | 24. Februar 2023 | 10. März 2023    | Tim Trachte | Sven Frauenhoff, Markus M. Pajtler, Andreas Brune |
| 4          | 4         | Netzwerk | 24. Februar 2023 | 17. März 2023    | Tim Trachte | Sven Frauenhoff, Markus M. Pajtler, Andreas Brune |
| 5          | 5         | Octavian | 24. Februar 2023 | 24. März 2023    | Tim Trachte | Sven Frauenhoff, Markus M. Pajtler, Andreas Brune |

### Staffel 2
| Nr. (ges.) | Nr. (St.) | Titel                   | Onlinepremiere    | TV-Premiere        | Regie        | Drehbuch      |
| ---------- | --------- | ----------------------- | ----------------- | ------------------ | ------------ | ------------- |
| 6          | 1         | Frei zum Abschuss       | 1. September 2023 | 1. September 2023  | Ngo The Chau | Andreas Brune |
| 7          | 2         | Rote Linien             | 1. September 2023 | 8. September 2023  | Ngo The Chau | Andreas Brune |
| 8          | 3         | Eddas Rache             | 1. September 2023 | 15. September 2023 | Ngo The Chau | Andreas Brune |
| 9          | 4         | Pakt mit dem Teufel (1) | 1. September 2023 | 22. September 2023 | Ngo The Chau | Andreas Brune |
| 10         | 5         | Pakt mit dem Teufel (2) | 1. September 2023 | 29. September 2023 | Ngo The Chau | Andreas Brune |